# Marduk-zakir-šumi II.
Marduk-zâkir-šumi II. je bil babilonski plemič, ki je po uporu proti asirskemu kralju Sanheribu leta 703 pr. n. št. vladal kot babilonski kralj. Po nekaj mesecih vladanja ga je strmoglavil in zamenjal prejšnji kaldejski babilonski kralj Marduk-apla-iddina II.

## Vir
- Federico Lara Peinado: Diccionario Biográfico del Mundo Antiguo: Egipto y Próximo Oriente, Editorial Aldebarán (1998), ISBN 84-88676-42-5.

| Marduk-zakir-šumi II. |                                  |                                   |
| Vladarski nazivi      |                                  |                                   |
| Predhodnik: Sanherib  | Kralj Babilonije 703 pr. n. št.. | Naslednik: Marduk-apla-iddina II. |